# 白ヶ澤香織
白ヶ澤 香織（しらがさわ かおり、1986年9月15日 - ）は、主に関西で活動しているフリーアナウンサー、ローカルタレント。大阪府出身。MC企画に所属。

## 人物
- 2006大阪・近畿きものの女王グランプリ。
- 全アジアヘア&メイクコンテスト入賞。
- 同志社女子大学卒業。
- 身長165cm。
- 趣味・特技は、チアダンス、バトントワリング、ゴルフ、英語（TOEIC780点）、ピアノ、スポーツ全般、ファッション（元ルイ・ヴィトンセールスアソシエイト）。

## 出演

### 現在
- 朝生ワイド す・またん!（よみうりテレビ、2013年2月 - ）
  - ZIP!（関西ローカルパート）
- かんさい情報ネットten.（よみうりテレビ）金曜「カラクリ」リポーター

### 過去
- おっ！サンなび（サンテレビ）
- 京のまち（KBS京都）
- ドラマ30「ショコラ」（MBSテレビ、準レギュラー）
- ごきげん!ブランニュ（ABCテレビ）
- いつでも笑みを!（関西テレビ）
- 花らふる（テレビ大阪）
- ドラマティックナイン（奈良テレビ）
- ビッグフィッシング（サンテレビ、2012年10月 - 2016年3月）
- バラエティー生活笑百科（NHK総合、2013年3月 - 2016年4月）
- ABCフレッシュアップベースボール（ABCラジオ、2014年3月 - 2016年10月）土・日スタジオ担当

### Vシネマ
- 難波金融伝・ミナミの帝王